# Un moment d'égarement (film, 2015)
Un moment d'égarement je filmové komediální drama ve francouzsko-belgické koprodukci z roku 2015, režírované Jeanem-Françoisem Richetem. Snímek představuje remake stejnojmenné komedie Clauda Berriho z roku 1977.
Děj zasazený do kulis Korsiky vypráví letní prázdninový příběh dvou dívek na prahu dospělosti a jejich otců, s milostným vzplanutím jedné z dcer vůči otci kamarádky. Hlavní mužské role ztvárnili Vincent Cassel s Françoisem Cluzetem a jejich dcery si zahrály debutující Lola Le Lann a Alice Isaazová.   

## Děj
Korsičan Antoine a kontinentální Francouz Laurent jsou nejlepší přátelé. První po telefonu řeší  komplikovaný vztah s manželkou na Ibize a druhý je rozvedený. Oba čtyřicátníci mají dcery na prahu dospělosti, které s nimi tráví dovolenou na Korsice v domě po Antoinových rodičích. Jak jeho 17letá dcera Louna, tak i 18letá Marie – dcera Laurenta, se k smrti nudí v zapadlé vísce na břehu moře, kde není dostupný internet. Každý večer se proto snaží uprchnout na místní diskotéku a užívat si léta.
Nezralá Louna touží prožít milostný románek a začne Laurenta svádět. Opilá na diskotéce ho přemluví na procházku k noční pláži, kde se za úplňku koupe nahá. Krátké milostné sblížení obou vnímá Laurent jako jednorázovou chybu a nehodlá ji opakovat. Poblázněná Louna však i v následujících dnech flirtuje a provokuje otevřenými narážkami. Antoine se dovídá o vztahu dcery s neznámým starším mužem. Posedlý snahou zjistit o koho se jedná, zahrnuje do pátracího plánu i Laurenta.
Marie odhalí pravdu, když nachytá kamarádku, jak se potajmu krade z Laurentova pokoje. Vůči otci se začne chovat podrážděně a odtažitě. Napjatou atmosféru se Laurent rozhodne vyřešit na lovu divočáků přiznáním příteli, což vede k jejich rvačce. S krvavými šrámy se oba dostávají domů po vlastní ose. Do rána pak odděleně čekají na dcery bavící se na diskotéce, které se během noci usmířily. S příchodem domů nalézají nekomunikující, pošramocené, otce na zahradě. Antoine na dotaz dcery odpovídá, že se nic nestalo a problém byl vyřešen.

## Obsazení

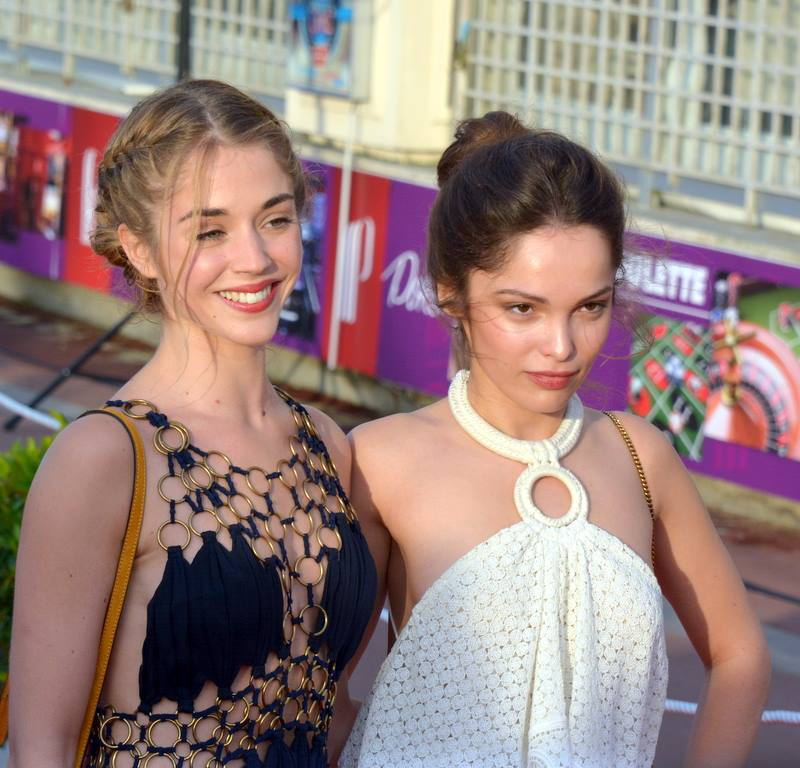
Představitelky dcer, Alice Isaazová a Lola Le Lann, při uvedení snímku na filmového festivalu v severofrancouzském Cabourgu během června 2015

| Vincent Cassel         | Laurent                      |
| François Cluzet        | Antoine                      |
| Lola Le Lann           | Louna                        |
| Alice Isaazová         | Marie                        |
| Louka Meliava          | Romain                       |
| Noémie Merlantová      | Linda                        |
| Philippe Nahon         | soused Antoina               |
| Romain Apelbaum        | DJ Via Notte                 |
| François Bergoin       | taxikář Ange                 |
| Annelise Hesmeová      | Sylvie                       |
| Samuel Torres Bianconi | muž v půjčovně vodních lyží  |
| Pierre-Marie Mosconi   | 1. korsický přítel           |
| Thomas Bronzini        | 2. korsický přítel           |
| Jacques Andreani       | instruktor kanoistiky        |
| Daniel Delorme         | prodavač v obchodě Gamm Vert |
| Jules Pélissier        | Romainův přítel              |
| The Hacker a Zdar      | DJ Full Moon                 |
| Patrick Sébastien      | sám sebe (cameo)             |

## Produkce
Produkce remaku se ujal Thomas Langmann z pozice syna Clauda Berriho, režiséra původní eponymní komedie ze 70. let dvacátého století. Nejdříve měl v úmyslu režii přenechat francouzské umělkyni Maïwenn. Následně se však rozhodl obnovit dvojici, která se podílela na zfilmování života bankovního lupiče Jacquese Mesrineho v diptychu Veřejný nepřítel číslo 1. Režie se tak ujal Jean-François Richet a jednu z hlavních rolí ztvárnil Vincent Cassel.
Cassel převzal postavu Jeana-Pierra Mariella z roku 1977. François Cluzet nahradil Victora Lanouxe. Do jeho mužské role měl být obsazen Jean Dujardin, který však odmítl pro pracovní vytížení. Alice Isaazová a Lola Le Lann se objevily v úlohách původních hereček Christine Dejouxové a Agnès Soralové. Le Lann na filmovém plátně debutovala. Komedie Clauda Berriho byla znova adaptována již v roce 1984, kdy vznikl americký remake Za to může Rio, produkovaný Stanleym Donenem.
Od diptychu Veřejný nepřítel číslo 1 v roce 2008 nenatočil Richet žádný celovečerní film až do této komedie. Opustil tak své dominantní téma gangsterek.
Spoluautorka scénáře Lisa Azuelosová sdělila Casselovi, že příběh je napsaný tak, aby děj respektoval postavení žen. Jeho role tak neměla mít charakter predátora, který je pánem situace.

## Hudba
Písně, které se ve filmu objevily.
1. Lykke Li – „I Follow Rivers“, 4:44
2. Gesaffelstein – „Pursuit“, 3:30
3. Mark Ronson ft. Bruno Mars – „Uptown Funk“, 4:31
4. Brodinski ft. Louisahhh!!! – „Let The Beat Control Your Body“, 5:03
5. Major Lazer & DJ Snake – „Lean On“ (feat. MØ), 2:59
6. Rihanna – „Diamonds“, 3:45
7. Christophe – „Les Mots bleus“, 4:11
8. Charles Trenet – „La Mer“, 3:23
9. Philippe Rombi – „Dans la maison“, 10:47
10. Arnaud Rebotini – „All You Need Is Techno“, 8:14
11. The Beatangers – „Nigga Who“, 6:09
12. Petter – „Some Polyphony“, 5:11
13. Lehar – „Sargas“, 9:07
14. Klingande – „Jubel“, 4:44

## Tržby
| Tržby      | Tržby         | Tržby       | Tržby         |
| Stát       | tržby         | stát        | tržby         |
| ---------- | ------------- | ----------- | ------------- |
| Francie    | 4 862 921 USD | Itálie      | 246 548 USD   |
| Španělsko  | 244 117 USD   | Německo     | 180 685 USD   |
| Ukrajina   | 100 959 USD   | Řecko       | 78 959 USD    |
| Švýcarsko  | 75 677 USD    | Portugalsko | 50 427 USD    |
| Chorvatsko | 29 924 USD    | Rakousko    | 28 706 USD    |
| Lotyšsko   | 25 979 USD    | Estonsko    | 15 684 USD    |
| Celkem     | Celkem        | Celkem      | 5 542 735 USD |